# Ghislain Fournier
Pour les articles homonymes, voir Fournier.
Ghislain Fournier (né le 26 août 1938) est un administrateur immobilier, homme d'affaires, soudeur et homme politique fédéral du Québec.

## Biographie
Né à Saint-Vianney dans la région du Bas-Saint-Laurent, il entame sa carrière publique en servant comme conseiller pour la municipalité de Sept-Îles sur la Côte-Nord de 1973 à 1977 et de 1987 à 1997. 
Élu député du Bloc québécois dans la circonscription fédérale de Manicouagan en 1997, il est réélu en 2000. Il ne put se représenter pour le Bloc québécois en 2004 parce qu'il perd l’investiture de circonscription en faveur de Gérard Asselin.
Durant son passage à la Chambre des communes, il est porte-parole du Bloc québécois en matière de Mines de 1998 à 2001. 